# Sabulodes wygodzinskyi
Sabulodes wygodzinskyi är en fjärilsart som beskrevs av Frederick H. Rindge 1978. Sabulodes wygodzinskyi ingår i släktet Sabulodes och familjen mätare. Inga underarter finns listade.